# Tina Widmann
Tina Widmann (* 26. April 1960 in Karlsruhe, Deutschland) ist eine österreichische Politikerin (ÖVP).

## Leben und Beruf
Tina Widmann kam bereits im Alter von drei Jahren mit ihren Eltern nach Österreich, wo sie in Anif ein neues Zuhause fand. Obwohl sie seitdem in Österreich lebte, hatte sie die Deutsche Staatsangehörigkeit und bekam erst am 25. Oktober 2010, drei Tage vor ihrer Ernennung als Salzburger Landesrätin, die Österreichische Staatsbürgerschaft.
Nach dem Besuch der Volksschule in Anif wechselte sie ans Privatgymnasium der Ursulinen nach Elsbethen. Später absolvierte sie die Handelsakademie in Salzburg, wohin die Familie im Jahr 1979 gezogen war. 1986 schloss sie das Studium der Rechtswissenschaften an der Universität Salzburg ab, und war danach in der Wirtschaftskammer Salzburg tätig.
Über ein Fernstudium absolvierte sie in den Jahren 2000 bis 2002 die Ausbildung zur evangelischen Religionspädagogin. In der Folge unterrichtete sie an verschiedenen Schulen Religion sowie politische Bildung und Recht.
Als Kinderbuchautorin veröffentlichte sie sieben Bücher. Als erstes hiervon erschien 1996 das Buch Die Schluchtensusl. In ihrer selbst gegründeten Gruppe JufüJu (Jugendliche für Jugendliche) engagierte sie sich gemeinsam mit ihrer Tochter Constanze für Menschen- und Kinderrechte.
Sie ist seit 2008 in zweiter Ehe mit dem Pädagogen Paul Widmann verheiratet. Aus einer früheren Ehe hat sie zwei Kinder.

## Politik
Am 28. Oktober 2010 wurde Tina Widmann als "politische Quereinsteigerin" als neue Familien- und Jugendlandesrätin des Bundeslands Salzburg vorgestellt. Sie übernahm nach ihrer Benennung am 10. November 2010 die Arbeit der scheidenden Landesrätin Doraja Eberle in der Landesregierung Burgstaller II.